# 요크밀스 버스 터미널
요크밀스 버스 터미널(York Mills Bus Terminal)은 캐나다 온타리오주 토론토의 노스요크 지역에 위치해있는 GO 트랜싯의 버스 터미널이다. 이 터미널에는 401번 고속도로를 따라 동서축으로 운행하는 GO 트랜싯의 버스 노선들이 주로 정차하며, 버스 터미널 바로 지하에는 토론토 지하철 영-유니버시티 선의 요크밀스역이 위치해있다.

## 역사
버스 터미널 건물은 1992년에 요크-트릴리움 개발 업체가 지은 요크밀스 센터 1층에 위치해있다. 이 공간은 요크밀스 지하철역 바로 윗층에 위치해있고 GO 트랜싯이 토론토 시 당국과 토론토 교통국으로부터 임대해서 쓰고 있지만 TTC 시설과는 떨어져있다. 이 버스 터미널은 높이 제한으로 이층 버스가 들어설 수 없지만 추후 기종은 더 낮은 높낮이로 터미널 건물 안으로 진입할 수 있게 된다.

## 시설
요크데일 버스 터미널은 직원이 상주하지 않으며, 버스 티켓 구매나 프레스토 카드 잔액 충전은 역에 있는 자동판매기에서 할 수 있다. 프레스토 카드가 없는 경우에는 신용카드나 체크카드를 단말기에 태그해 요금을 정산할 수도 있고, 스마트폰에서 GO 트랜싯 홈페이지에 들어가 이티켓 (e-ticket)을 구매할 수도 있다. 역 내부에는 대합실과 화장실이 있으며, 자전거를 타고 오는 승객들을 위한 자전거 거치대도 마련되어 있다. 터미널 내부와 버스는 휠체어 승객도 이용할 수 있다.

## 운행 버스
요크데일 버스 터미널에서 정차하는 버스편은 아래와 같다. 토론토 교통국의 버스편은 지하철역 안에 있는 버스 터미널에 정차하며 이는 요크밀스역#버스 연결편 문서를 참조한다.
| 노선 | 노선                            | 노선                                 | 종점                 | 종점     | 종점                                         | 경유지 | 기준일          | 비고 |
| ---- | ------------------------------- | ------------------------------------ | -------------------- | -------- | -------------------------------------------- | --- | --------------- | ---- |
| 19B  | 미시소가 / 노스요크             | Mississauga / North York             | 스퀘어원 버스 터미널 | → AM← PM | 요크밀스 버스 터미널                         | 스퀘어원 버스 터미널 | 2023년 4월 8일  |      |
| 32   | 브램턴 트리니티 커먼 / 노스요크 | Brampton Trinity Common / North York | 트리니티 커먼 터미널 | → AM← PM | 요크밀스 버스 터미널                         | 영 / 셰퍼드 (셰퍼드-영역) · 핀치 버스 터미널 · 영 / 랭스태프 · 브래멀리역 · 윌리엄스 파크웨이 / 410번 · 트리니티 커먼 몰 | 2023년 6월 24일 |      |
| 32B  | 브램턴 트리니티 커먼 / 노스요크 | Brampton Trinity Common / North York | 브래멀리 터미널      | → AM← PM | 요크밀스 버스 터미널                         | 영 / 셰퍼드 · 핀치 버스 터미널 · 영 / 랭스태프 · 브래멀리역 · 브래멀리 터미널 | 2023년 6월 24일 |      |
| 33   | 궬프 / 노스요크                 | Guelph / North York                  | 궬프 대학교          | ←        | 요크밀스 버스 터미널                         | 요크데일 버스 터미널 · 401번 / 킬 · 휴론타리오 / 407번 · 쇼퍼스 월드 브램턴 · 브램턴 시내 터미널 · 보베이어드 / 휴론타리오 · 마운트플레전트역 · 궬프 / 킹 · 조지타운역 · 메인 / 크로스 · 액튼역 · 알마 / 잉커맨 · 궬프 센트럴역 · 궬프 대학교 | 2023년 6월 24일 |      |
| 33A  | 궬프 / 노스요크                 | Guelph / North York                  | 브램턴 시내 터미널   | ↔        | 요크밀스 버스 터미널                         | 요크데일 버스 터미널 · 킬 / 401번 · 휴론타리오 / 407번 · 쇼퍼스 월드 브램턴 · 브램턴 시내 터미널 | 2023년 6월 24일 |      |
| 33B  | 궬프 / 노스요크                 | Guelph / North York                  | 마운트플레전트역     | ↔ PM     | 요크밀스 버스 터미널                         | 요크데일 버스 터미널 · 401번 / 킬 · 휴론타리오 / 407번 · 쇼퍼스 월드 브램턴 · 브램턴 시내 터미널 · 보베이어드 / 휴론타리오 · 마운트플레전트역                                                                                                 | 2023년 6월 24일 |      |
| 33E  | 궬프 / 노스요크                 | Guelph / North York                  | 조지타운역           | → AM← PM | 요크밀스 버스 터미널                         | 요크데일 버스 터미널 · 401번 / 킬 · 휴론타리오 / 407번 · 쇼퍼스 월드 브램턴 · 브램턴 시내 터미널 · 보베이어드 / 휴론타리오 · 마운트플레전트역 · 궬프 / 킹 · 조지타운역                                                                        | 2023년 6월 24일 |      |
| 36B  | 브램턴 / 노스요크               | Brampton / North York                | 브래멀리 터미널      | ↔        | 요크밀스 버스 터미널                         | 요크데일 버스 터미널 · 킬 / 401번 · 브래멀리역 · 브래멀리 터미널 | 2023년 6월 24일 |      |
| 92   | 오샤와 / 요크데일               | Oshawa / Yorkdale                    | 요크데일 버스 터미널 | ↔        | 오샤와역                                     | - 오샤와 방면: 스카버러센터 버스 터미널 · 킹스턴 / 포트유니언 · 킹스턴 / 페어포트 · 킹스턴 / 글레내나 · 킹스턴 / 하우드 · 던다스 / 브록 · 던다스 / 식슨 · 센터 / 에이솔 · 오샤와역 - 토론토 방면: 요크데일 버스 터미널                        | 2022년 9월 3일  |      |
| 92A  | 오샤와 / 요크데일               | Oshawa / Yorkdale                    | 요크데일 버스 터미널 | → PM← AM | 던다스 / 412번 고속도로 환승 주차장 (휘트비) | - 휘트비 방면: 스카버러센터 버스 터미널 · 킹스턴 / 포트유니언 · 킹스턴 / 페어포트 · 킹스턴 / 글레내나 · 킹스턴 / 하우드 · 던다스 / 412번 - 토론토 방면: 요크데일 버스 터미널                                                                  | 2022년 9월 3일  |      |

## 같이 보기
- 요크밀스역